# 30 anni suonati
30 anni suonati è l'undicesimo album dei Ridillo, pubblicato il 1º gennaio 2022.
La band decide di festeggiare il proprio 30º anniversario pubblicando un nuovo singolo digitale il giorno 22 di ogni mese, per poi riunire tutti i brani pubblicati a fine anno su CD in un nuovo album. L'iniziativa viene presa anche per mantenere un contatto continuo con i fans durante un periodo in cui a causa del COVID-19 non si possono fare concerti. L'album comprende molte partecipazioni e collaborazioni di altri artisti e anche alcune versioni rinnovate di brani del loro repertorio, nonché alcune cover.

## Tracce

### CD (Cosmica/Freecom Hub COS R21)
1. Aridaje – 3:58
2. Bene o male (feat. Johnson Righeira) – 2:37
3. Un mondo su misura (What a Wonderful World) – 3:15
4. Ridillo forever (feat. Fitness Forever) – 4:14
5. Star in this party – 3:37
6. Calma calma calma (Pick Up the Pieces) (feat. Danny Losito) – 3:44
7. Il lo la i gli le – 3:32
8. Un albero di 30 piani – 4:26
9. L'ira di Dio 2021 – 4:21
10. Fiore di carta (How Deep Is Your Love) (live in Mantova 2021) (feat. Evequartett) – 2:46
11. Mangio amore 2021 – 3:32
12. Dolce di giorno – 2:54
13. Cosa sarà (feat. Manuel Benati) – 4:12
14. Arriva la bomba – 2:14
15. Club Califfo (live in Campagnola '1992) – 6:00

### download digitale (Cosmica)
1. Aridaje – 3:58
2. Bene o male (feat. Johnson Righeira) – 2:37
3. Un mondo su misura (What a Wonderful World) – 3:15
4. Ridillo forever (feat. Fitness Forever) – 4:14
5. Star in this party – 3:37
6. Calma Calma Calma (Pick Up the Pieces) (feat. Danny Losito) – 3:44
7. Il lo la i gli le – 3:32
8. Un albero di 30 piani – 4:26
9. L'ira di Dio 2021 – 4:21
10. Fiore di carta (How Deep Is Your Love) (live in Mantova 2021) (feat. Evequartett) – 2:46
11. Mangio amore 2021 – 3:32
12. Club Califfo (live in Campagnola '1992) – 6:00

## Formazione
La formazione dei Ridillo in questo disco è:
- Daniele "Bengi" Benati: voce e chitarra;
- Claudio Zanoni: tromba, chitarra e voce;
- Renzo Finardi: batteria, percussioni e voce;
- Alberto Benati: tastiere;
- Paolo D'Errico: basso;
- Andrea "Satomi" Bertorelli: tastiere;
- Alessandro Lugli: batteria.